# Esther Flesch
Esther Miriam Sandoval Flesch (São Paulo, 9 de março de 1967) é uma advogada brasileira, doutora pela Universidade de São Paulo (USP), que atuou no conceituado escritório de advocacia Trench, Rossi e Watanabe (TRW) por cerca de 30 anos.
Ao longo de sua carreira Esther Flesch ganhou destaque entre as principais advogadas em atuação no Brasil, e obteve reconhecimento em prêmios internacionais como da publicação Latin Lawyer, Latin American Corporate Counsel Association (LACCA), e Legal 500, além de ter participado de diversas conferências e palestras no Brasil e no exterior.
Em 2015 foi apontada pelo Global Investigations Review (GIR) como uma das cem mulheres de maior destaque do mundo na área de investigação e compliance, na lista destacada pela publicação “Women in Investigations 2015”. De acordo com a publicação a lista “destaca as mulheres consideradas as mais notáveis da área de investigação no mundo – e inclui profissionais atuantes em escritórios, empresas e no poder público”.

## TRF encerra ação em caso JBS
Em 17 de setembro de 2019 o Tribunal Regional Federal da 1ª Região trancou ação penal movida pelo Ministério Público Federal contra Esther Flesch . O tribunal concedeu habeas corpus para paralisar a ação por ausência de justa causa e entendeu que a conduta investigada não configurou crime .
O processo havia sido iniciado em 2018 quando Esther Flesch foi indiciada em inquérito que investigava a elaboração dos acordos de delação premiada de executivos da JBS . Em 2017 a advogada havia processado o escritório Trench Rossi Watanabe em virtude do episódio de contratação do então procurador da República Marcello Miller pelo escritório Trench para participar do acordo de leniência da empresa. Entre as razões declaradas pelo processo está o acesso a documentos do caso guardados pelo escritório de advocacia.
Em abril de 2018 o pedido de Esther Flesch foi concedido pelo Tribunal de Justiça de São Paulo (TJSP). Reportagem da Folha de S.Paulo destaca que a advogada “chegou a ser entrevistada nos Estados Unidos por quatro representantes da Baker, em uma sala fechada, por dez horas”. Flesch afirma que a decisão de contratar o procurador federal foi colegiada.
Em dezembro de 2018 a revista Veja divulgou que a defesa da advogada Esther Flesch teria provas, uma delas um e-mail, que revelaria que a cúpula do escritório Trench tinha conhecimento do acordo realizado com a JBS, inclusive de uma fatura de R$ 700 mil enviada à companhia pelo escritório.